# Хасанов Рушан Абдулхакович
Рушан Абдулхакович Хасанов (нар. 27 березня 1956) — радянський футболіст, універсал. Майстер спорту СРСР (1969).

## Життєпис
Вихованець московського ЦСКА. Професіональну кар'єру розпочав у 1976 році в одеському СКА, у складі якого провів 20 матчів і відзначився 1 голом. У 1977 році перейшов до владимирського «Торпедо», у складі якого виступав до 1979 року, провів за цей час понад 76 матчів та відзначився 37 м'ячами у воротах суперників. У 1980 році перейшов у «Кубань», в складі якої дебютував у Вищій лізі чемпіонату СРСР, всього в тому сезоні провів 33 матчі, в яких відзначився 8 голами, у чемпіонаті та 1 поєдинок за дублюючий склад клубу. Окрім цього, в тому ж сезоні Рушан став автором першого хет-трику серед гравців «Кубані» у Вищій лізі, сталося це 16 травня в домашньому матчі 8-о туру проти львівських «Карпат», який завершився перемогою «Кубані» з рахунком 3:0. Наступного сезону зіграв у 29 матчах та відзначився 6 голами у чемпіонаті, провів 4 зустрічі, в яких забив 1 м'яч, у Кубку, ще зіграв 2 матчі за дублюючий склад клубу. У сезоні 1982 року зіграв 26 матчів, в яких забив 1 гол, в чемпіонаті і 4 зустрічі, в яких забив 1 гол, в Кубку. У своєму останньому сезоні в складі «Кубані» зіграв за клуб у 16 матчах, в яких відзначився 3 голами, в першості та в 2 матчах, в яких відзначився 1 голом, у Кубку. У 1984 році перейшов у бакинський «Нефтчі», за який в тому сезоні провів 29 матчів. З 1985 по 1989 рік виступав у складі клубу «Зоркий» з Красногорська, зіграв у 83 матчах команди, відзначився 5 голами, після чого завершив кар'єру професіонального гравця. Потім виїхав до Щвеції, де протягом двох років виступав за нижчолігові клуби «Лулеа» та «Пітеа».